# Dipartimento di Bangolo
Il dipartimento di Bangolo è un dipartimento della Costa d'Avorio situato nella regione di Guémon, distretto di Montagnes.
Nel censimento del 2014 è stata rilevata una popolazione di 318.129 abitanti. 
Il dipartimento è suddiviso nelle sottoprefetture di Bangolo, Béoué-Zibiao, Bléniméouin, Diéouzon, Gohouo-Zagna, Guinglo-Tahouaké, Kahin-Zarabaon, Zéo e Zou.